# مدرسه الغ‌بیگ (بخارا)
مدرسهٔ الغ‌بیگ بخارا یک مدرسهٔ دینی در میانهٔ تاریخی شهر بخارا است که در سال ۱۴۱۷ از سوی پادشاه و ستاره‌شناس تیموری الغ‌بیگ (۱۴۰۹–۱۴۴۹) ساخته‌شد. این سازه یادگار دوران شکوفایی معماری آسیای میانه است که در ساخت آن از سازه‌های دیگر شهرهای آسیای میانه الگوبرداری شده‌است. امروزه، این مدرسه تنها سازه در این مقیاس است که از زمان فرمانروایی تیموریان در بخارا به جا مانده‌است. این مدرسه همچنین کهن‌ترین سازهٔ بجا مانده از میان سه مدرسه‌ای‌ست که از سوی الغ بیگ در بخارا ساخته شده‌است.
این مدرسه در برابر مدرسهٔ عبدالعزیزخان جای دارد و یک مجموعهٔ معماری یگانه را با آن تشکیل می‌دهد. در معماری ماوراءالنهر نمونه‌های جفتی‌ای دیده می‌شوند که دربردارندهٔ دو ساختمان با نماهای روبروی هم یا به اصطلاح «قاچ» (= دو، جفت) هستند. مدرسهٔ عبدالعزیزخان و الغ‌بیگ هم در شمار همین نمونه‌هاست.
مدرسهٔ الغ‌بیگ به عنوان بخشی از «میانهٔ تاریخی شهر بخارا» در سال ۱۹۹۳ در فهرست میراث جهانی یونسکو جای گرفت. امروزه مدرسه الغ‌بیگ «موزهٔ تاریخ بهسازی سازه‌های تاریخی در بخارا» را در خود جای داده‌است.

## بن‌مایه
- همکاری‌کنندگان ویکی‌پدیا، «Медресе Улугбека (Бухара)»، ویکی‌پدیای روسی، دانشنامهٔ آزاد (بازیابی ۱۰ دی ۱۴۰۰)
- «مدرسه الغ بیک بخارا نمونه ساده معماری دوره تیموریان است». ایسنا. ۲۵ اسفند ۱۳۸۳. دریافت‌شده در ۱۰ دی ۱۴۰۰.